# Métro-boulot-dodo (série télévisée)
Pour les articles homonymes, voir Métro, boulot, dodo.
Métro-boulot-dodo est une série télévisée québécois en 35 épisodes de 26 minutes scénarisée par Louise Bureau, Réal Giguère et Claude Jasmin, diffusée entre le 12 septembre 1982 et le 5 juin 1983 à la Télévision de Radio-Canada. La série est rediffusée sur Ici ARTV à partir du 1er avril 2021.

## Synopsis
« Métro-boulot-dodo » raconte les aventures d'une femme d'affaires et des gens qu'elle côtoie dans son milieu de travail.

## Fiche technique
- Scénarisation : Louise Bureau, Réal Giguère et Claude Jasmin
- Réalisation : Maude Martin et Daniel Roussel
- Société de production : Société Radio-Canada

## Distribution
- Dominique Michel : Andrée Chevalier
- Donald Pilon : Paul-Émile Cadieux
- Huguette Oligny : Irène Chevalier
- Danielle Parent : Vicky Champagne
- Claude Blanchard : Gaston Lachance
- Mireille Thibault : Louise Paquette
- Normand Lévesque : Michel De Sève
- Marc Legault : Momo Lachance
- Pauline Martin : Chantal Cardinal
- Thérèse Morange : Hortense Lépine
- Mark Walker : Douglas Jones Jr.
- Marie Caron
- Évelyn Regimbald : Gloria Stanley
- Louise Laparé : Françoise Cadieux